# تاکاهاشی ۵۲۱۳
سیارک ۵۲۱۳ (به انگلیسی: 5213 Takahashi، نامگذاری:1990FU) پنج هزار و دویست و سیزدهمین سیارک کشف شده‌است که در ۱۸ مارس ۱۹۹۰ کشف شد.
قدر مطلق سیارک برابر ۱۱٫۹۰ است.